# Нагірна частина (Кременчук)
Нагі́рна части́на — місцевість Кременчука. Розташована північніше центру міста.

## Розташування
Нагірна частина на сході межує з Чередниками. На північному сході знаходиться Велика Кохнівка.

## Опис
Назва місцевості пов'язана з тим, що, починаючи від перетину з вул. Переяславською, проспект Свободи починає поступово йти вгору.
Нагірну частину також розбивають за назвами зупинок (з півдня на північ):
- «Водоканал» (від КП «Кременчукводоканал»)
- «Маріуполя» (від вул. Героїв Маріуполя)
- «Меморіал Вічно живим» або «КрАЗ» (від назви меморіалу або Палац культури «КрАЗ» відповідно)
- «Героїв УПА» (від вул. Героїв УПА)
- «Вадима Пугачова» (від вул. Вадима Пугачова)

Транспорт який обслуговує мікрорайон Нагірна частина:
Тролейбус 1, 1+, 2, 3Б, 5, 5А+, 7, 11А+, 13, 15Б+, 18А+, 25А+, 26А+, 28А+
Автобус 10А, 25
Маршрутне таксі 3А, 3Б, 10, 11, 15, 16, 17, 18, 28, 30
У мікрорайоні Нагірна частина знаходиться Укрпошта 1 (пр-т Свободи 18) та Укрпошта 23 (пр-т Свободи 75)